# Grand Piano (filme)
Grand Piano (no Brasil, Toque de Mestre) é um filme de drama espanhol de 2013 dirigido por Eugenio Mira e escrito por Damien Chazelle. Estrelado por Elijah Wood e John Cusack, foi lançado em seu país de origem em 25 de outubro de 2013.

## Filmografia
- Elijah Wood - Tom Selznick
- John Cusack - Clem
- Kerry Bishé - Emma Selznick
  - Alice Ella - Emma (voz)
- Tamsin Egerton - Ashley
- Allen Leech - Wayne
- Don McManus - Norman
- Alex Winter - Usher